# Crkva Majke Božje Žalosne (Trgovišće)
Crkva Majke Božje Žalosne  je rimokatolička crkva u mjestu Trgovišće, općini Hrašćina zaštićeno kulturno dobro.

## Opis dobra
Crkva je smještena u središtu naselja, na sjecištu putova. Tlocrt čini polukružno zaključeno svetište, pravokutna lađa s bočno postavljenim polukružnim kapelama i pročelni zvonik. Pregradnji je bilo nekoliko, a onom iz 18. st. pridodana je pravokutna lađa s polukružnim bočnim kapelama te je cijela unutrašnjost nadsvođena. Tada kapela dobiva karakteristični trolisni tlocrt rijedak na području kontinentalne Hrvatske. U kapeli se nalazi vrijedan, ali jako oštećen inventar sa stilskim obilježjima varaždinskog kiparstva sred. 18. st. Glavni oltar iz 1754. g. komponiran je kao okvir oko središnjeg kamenog kipa Majke Božje Žalosne, djela varaždinskog kipara Ivana Jakova Altenbacha iz 1692. g.

## Zaštita
Pod oznakom Z-2085 zavedena je kao nepokretno kulturno dobro - pojedinačno, pravnog statusa zaštićena kulturnog dobra, klasificirano kao "sakralna graditeljska baština".